# 甑山教
甑山教（：／ Jeungsangyo ） 有两种不同的用法：作为韩国新興宗教甑山道（증산도）的同义词，或指以姜甑山（姜一淳，1871-1909）为宇宙最高神上帝的所有新興宗教团体，即甑山系宗教。

## 起源和派系
1909年6月24日，被弟子公认为至尊神化身的姜甑山在他于1908年创办的东谷诊所去世。姜甑山没有明确指定继任者，他的主要弟子和他的一些亲戚都建立了不同的分支宗派，这些分支又进一步分裂成更多的竞争派系，共产生了100多个甑山教分支教团。所有信徒都认为姜甑山是宇宙至尊神上帝，并相信他按照其使命通过仪式重新制定了宇宙秩序，但对于姜甑山的继任者问题存在分歧。除了姜甑山之外，部分信众还把自己派系的创始人或其他甑山教领导人神化并崇拜为神。
许多分支的起源都可以追溯到姜甑山的女弟子及妻子「首婦」高判禮（1880-1935）。1907年高判禮失去丈夫，她的表哥車京石（1880-1936）是姜甑山的主要弟子，介绍她与姜甑山发生婚外情。姜甑山于两年后去世，两年间在一起的生活共两个月左右。高判禮在守丧三年后，1911年9月左右突然昏倒，几个小时后他醒来，说遇到了姜甑山的灵魂。高判禮的周围遂聚集了许多姜甑山的追随者。而后来，車京石架空高判禮并成为该教团的实际领袖。高判禮不满这种情况，于1919年脱离車京石，独立创立教团，因为信徒诵读太乙咒而被人称为「太乙教」或「吽哆教」，后来也被称为「仙道教」。在1920年代，車京石的派系称为「普天教」教，并成为韩国最大的新兴宗教，也可能是韩国最大的宗教，拥有约600万追随者。1928年脱离普天教的李祥昊（1888-1967）创立了「東華教」，1931年高判禮的教团与「東華教」合并，李祥昊和其的兄弟李正立（1895-1968）建立了各种团体，最后成立了「甑山教本部」。李氏兄弟分别是甑山教本部的第一代和第二代领袖。1933年高判禮脱离教团隐居，至1935年去世。
1936年車京石去世后，普天教迅速衰落，并分裂成几个相互竞争的团体。在起源于高判禮派系的分支中，最大的一个是由安雲山（1922-2012）创建的「甑山道」，安雲山是李祥昊的前弟子，1945年建立了他的第一个宗教团体。后来经过进一步的分裂，安雲山于1974年与他的儿子安耕田（生于1954年）一起创立了现在的甑山道。甑山道认为姜一淳「甑山上帝」为父神，「太母·高首婦」高判禮为母神，并且在1926年至1935年之间对宇宙进行了秩序重建。甑山道是甑山系宗教中在海外最著名的一支，尽管它在韩国不是最大的派系。
姜甑山的另一位主要弟子是金亨烈（1862-1932），最初是車京石的下属。1904年，姜甑山与妻子鄭治順离婚后，金亨烈将自己第三女14岁的金末順推荐给34岁的姜甑山作为非法定妻子。姜甑山于1909年去世后，金末順回到家中并于1911年病逝。1914年金亨烈离开車京石并与姜甑山的遗孀鄭治順（1874-1928）建立了独立的教团。虽然甑山教派一致认为，在化身为姜一淳之前，甑山上帝进入金山寺的巨型弥勒佛像中持续了三十年，但金亨烈的彌勒佛教认为，姜甑山去世后再次居住在佛像中。金亨烈从金山寺的佛教僧侣中获得了对这种信仰的支持，但在1922年被住持驱逐出寺，他的派系也因这一事件而衰落。
另一个重要的分支出现在1920年代，以趙哲濟为中心，他的弟子称呼其为赵鼎山（1895-1958）。趙哲濟从未亲自见过姜甑山，但声称在1917年收到了他的启示。最后，他被认定为姜甑山的妹妹（约1881-1942）、母亲權良德（1850-1926）和女儿姜舜任（1904-1959）公布的姜甑山预言中的神秘继承人。然而姜舜任与她的丈夫金炳澈（1905-1970）后来开创了自己的独立派系：甑山法宗教，总部位于韩国全罗北道，经过与其他派系的长期诉讼，获得了姜甑山的遗体，目前在其总部。趙鼎山于1925年创立了无极道，但由于日本对韩国的占领和对新兴宗教的敌意，不得不在1941年解散，1948年改组，1950年更名为「太极道」，总部设在釜山。趙鼎山于1958年去世，他的弟子作为独立宗教团体直到1968年，确认赵鼎山的继任者为朴牛堂（1918-1996）。然而，在1968年，朴牛堂的权威遭到了一些高层和赵鼎山儿子的质疑，后者反对朴牛堂提出的改革。反对派将总部保留在釜山附近，并继续使用太極道的名称，而朴牛堂则搬到首尔并于1969年将其派系重组为「大巡眞理會」。尽管统计数据存在争议，但大巡眞理會似乎是甑山系宗教中最大的新兴宗教，也可能是韩国最大的新兴宗教。在朴牛堂于1996年去世时，大巡眞理會内部爆发了争论，在主张和否认朴牛堂被神化为继姜甑山和赵鼎山之后第三位神之间产生了分歧。拒绝神化的派系保持对骊州总部的控制，有大部分成员追随，而另外四个（或更多）派系承认朴牛堂为神或弥勒佛，并与主要组织分离，但他们仍旧保持联系。 
此外的重要派系还有甑山大道教、济化教、朴仁庵教團、順天教、人道教、普化教、母岳教等。 